# 名古屋市立日比野中学校

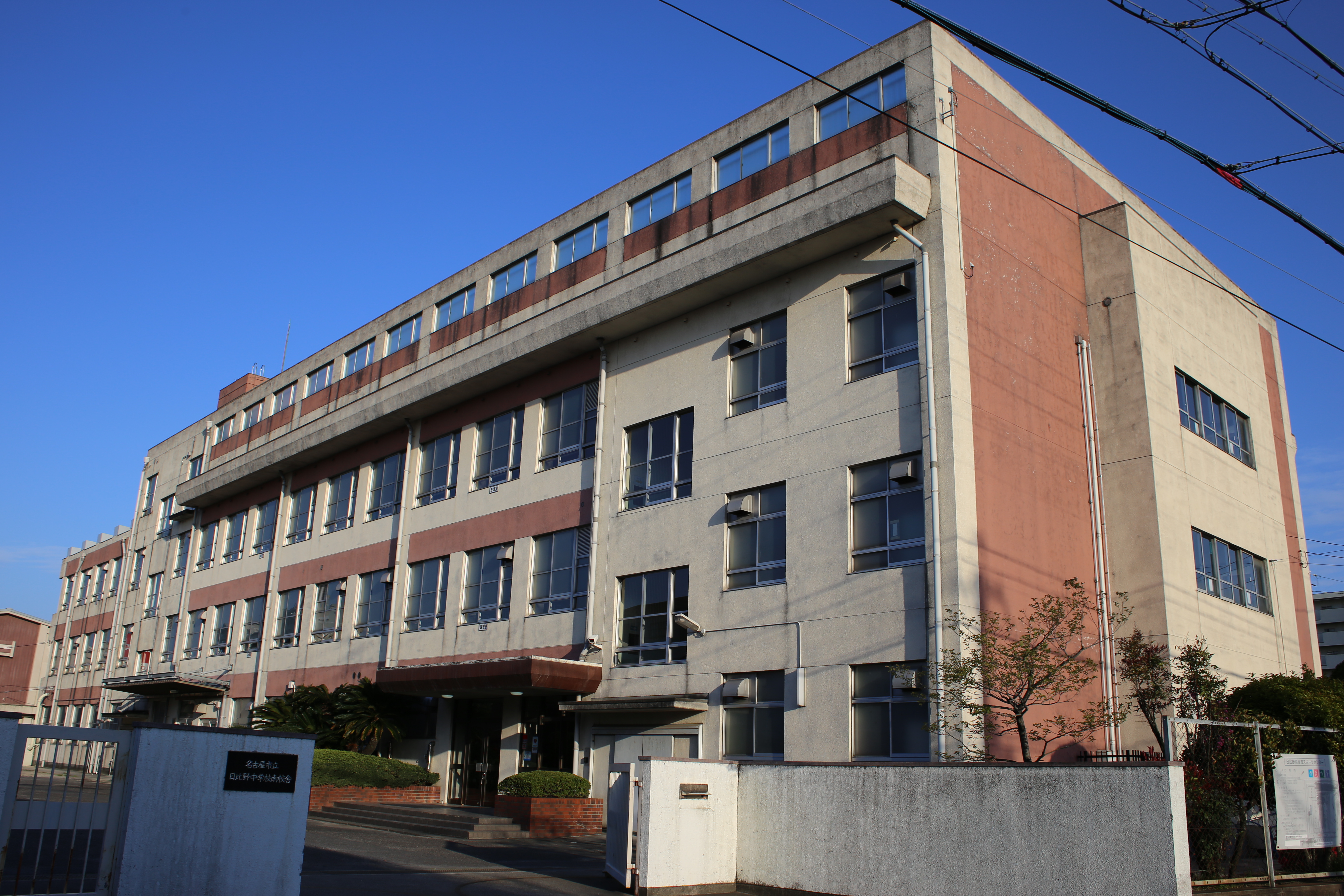
南校舎（2016年4月）

名古屋市立日比野中学校（なごやしりつ ひびのちゅうがっこう）は、名古屋市熱田区大宝四丁目に本校舎を、同区一番三丁目に南校舎を置く市立中学校。

## 校名の由来
比々野の地名が転じた「日比野」という表記によるという。

## 沿革
- 1947年（昭和22年）4月14日 - 名古屋市立野立小学校・名古屋市立船方小学校・名古屋市立千年小学校の各学区の児童を受け入れる名古屋市立日比野中学校として設立[1]。校地は戦災により焼失した名古屋市西町国民学校の跡地を流用した[1]。
- 1961年（昭和36年） - 学区が野立・船方の両小学校区に変更[1]。
- 1964年（昭和39年）9月 - 名古屋市立大宝小学校設立に伴い、同小学校区を学区に編入[1]。
- 1981年（昭和56年）4月 - 生徒数増加に伴い、名古屋市交通局西町工場跡地に分校（南校舎）を設立[1]。
- 2022年（令和4年）度 - 南校舎体育館にエアコンが整備される予定[2]。

## 部活動

### 運動部
- 野球部[3]
- サッカー部[3]
- 卓球部[3]
- バレーボール部[3]
- ソフトテニス部[3]
- バスケットボール部[3]
- ソフトボール部（女子）[3]

### 文化部
- 吹奏楽部[3]
- 美術部[3]

## 通学区域
- 名古屋市立船方小学校学区[4]
- 名古屋市立野立小学校学区[4]
- 名古屋市立大宝小学校学区[4]

## アクセス
- 本校舎 - 名古屋市営地下鉄名港線 日比野駅5番出口より南へ徒歩5分[5]
- 南校舎 - 名古屋市営地下鉄名港線 六番町駅1番出口より東へ徒歩7分[5]

## 関係者

### 著名な出身者
- 菅原渉（プロサッカー選手）[6]
- 盛田剛平（プロサッカー選手）
- 加藤正明（プロサッカー選手）
- 城彰二 (プロサッカー選手)
- 石垣優香（プロ卓球選手）[7]
- 玉飛鳥大輔（大相撲力士）
- 後藤希友（ソフトボール選手）